# Bidessonotus inconspicuus
Bidessonotus inconspicuus är en skalbaggsart som först beskrevs av Leconte 1855.  Bidessonotus inconspicuus ingår i släktet Bidessonotus och familjen dykare. Inga underarter finns listade i Catalogue of Life.